# Магдебург (административный округ, 1816—1952)
Административный округ Магдебург (нем. Regierungsbezirk Magdeburg) — административно-территориальная единица, существовавшая в прусских провинциях Саксония (1816—1944) и Магдебург (1944—1945) и затем в Саксонии-Анхальт в советской зоне оккупации (1945—1949) и ГДР (1949—1952).

## История

### В составе Пруссии
В 1815 году по итогам Венского конгресса по окончании освободительных войн Пруссия получила назад утраченные в 1807 году по Тильзитскому миру земли средней Эльбы, а также свои приобретения 1802 года, потерянные в 1807 году. На западной части отошедших Пруссии саксонских территорий, отличавшихся весьма сложной приграничной полосой с многочисленными эксклавами и анклавами, была образована провинция Саксония. В 1816 году на территории провинции были образованы три округа — Магдебург, Мерзебург и Эрфурт.
В 1820 году на территории округа существовали сельские районы Кальбе, Ванцлебен, Вольмирштедт, Нойхальденслебен, Йерихов I, Йерихов II, Ашерслебен, Ошерслебен, Остервик, Штендаль, Зальцведель, Остербург и Гарделеген, а также городские районы Магдебург и Хальберштадт. В 1825 был упразднён район Остервик. Часть упразднённого района образовала новый самостоятельный район Вернигероде, а другая часть вместе с прилегающими терриотриями из соседних районов — новый сельский район Хальберштадт (в который был также включён и одноимённый город, потерявший при этом права городского района). В 1871 году Пруссия стала одной из земель объединённой Германской империи. В 1891 году город Хальберштадт снова был выделен в самостоятельный городской район.
В начале XX веке в округе Магдебург произошло несколько административно-территориальных изменений. В 1901 году после из одноимённого сельского района был выделен город Ашерслебен, получивший статус самостоятельного городского района. Оставшаяся часть была реорганизована в новый сельский район Кведлинбург. В последующие годы ещё три города были выделены из одноимённых сельских районов в самостоятельные городские районы: Штендаль (1909), Кведлинбург (1911) и Бург-бай-Магдебург (1924). В 1938 году после слияния городов Нойхальденслебен и Альтхальденслебен в город Хальденслебен район Нойхальденслебен также был переименован просто в Хальденслебен.

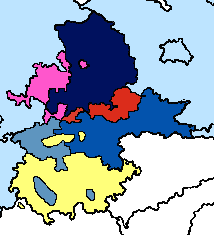
Июль 1944 года:
Провинция Магдебург
Провинция Галле-Мерзебург
Округ Эрфурт
Государство Тюрингия
Государство Брауншвайг
Государство Анхальт

Многочисленные административно-территориальные преобразования, произведённые в нацистской Германии, также коснулись и округа Магдебург. Так, указом фюрера от 1 апреля 1944 года была упразднена провинция Саксония. Входившие в неё округа Мерзебург и Магдебург были провозглашёны самостоятельными провинциями Галле-Мерзебург и Магдебург, а округ Эрфурт переходил в прямое подчинение рейхсштатгальтеру земли Тюрингия. Указ вступил в силу с 1 июля 1944 года.
В виде самостоятельной провинции Магдебург одноимённый округ просуществовал однако лишь до июня 1945 года. После окончания войны советская военная администрация снова восстановила провинцию Саксония, объединив провинции Галле-Мерзебург и Магдебург (округ Эрфурт был, однако, окончательно передан в состав Тюрингии), также расширив её за счёт присоединения Анхальта и оказавшейся на советской зоне оккупации восточной части Брауншвайга. В 1946 году эта расширенная провинция была переименована в Саксонию-Анхальт.
В 1947 году государство Пруссия было официально ликвидировано, и провинция Саксония-Анхальт стала самостоятельной землёй.

### В составе ГДР (1949—1952)
В 1949 году Саксония-Анхальт, а с ней и входивший в неё округ Магдебург, стали частью нового провозглашённого государства — Германской Демократической Республики.
В 1950 году в ГДР была проведена крупномасштабная административная реформа, в ходе которой были упразднены районы Кальбе, Йерихов I и Йерихов II. При этом часть упразднённых районов была передана в соседние районы округа Магдебург или даже в другие округа. Из другой части были образованы новые районы Бург (в который также был включён и бывший ранее самостоятельным городской округ Бург-бай-Магдебург) и Гентин. Кроме того, также был ликвидирован и городской район Штендаль, а территория города снова присоединена к одноимённому сельскому району.
В таком виде округ просуществовал до 1952 года, когда все земли (а с ними и административные округа) в ГДР в ходе крупномасштабной административной реформы были ликвидированы и заменены на укрупнённые округа.

## Административное деление

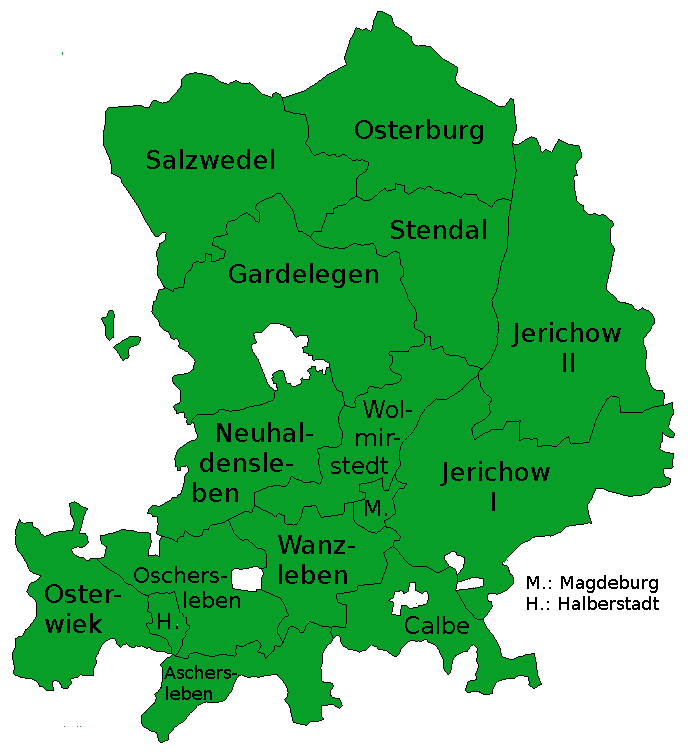
Административное деление в 1820 году

Список районов округа Магдебург с указанием их административных центров:
- Городские районы
  - Магдебург
  - Хальберштадт (упразднён в 1825, снова выделен в 1891)
  - Ашерслебен (выделен в 1901)
  - Штендаль (выделен в 1909, упразднён в 1950)
  - Кведлинбург (выделен в 1911)
  - Бург-бай-Магдебург (выделен в 1924, упразднён в 1950)
- Сельские районы
  - район Ашерслебен (упразднён в 1901), адм. центр — Ашерслебен
  - район Ванцлебен, адм. центр — Ванцлебен
  - район Вольмирштедт, адм. центр — Вольмирштедт
  - район Гарделеген, адм. центр — Гарделеген
  - район Зальцведель, адм. центр — Зальцведель
  - район Йерихов I (упразднён в 1950), адм. центр — Лобург (1816—1818, 1850—1877), Ляйцкау (1818—1850), Бург-бай-Магдебург (1877—1950)
  - район Йерихов II (упразднён в 1950), адм. центр — Гентин
  - район Кальбе (упразднён в 1950), адм. центр — Кальбе
  - район Штендаль, адм. центр — Штендаль
  - район Нойхальденслебен (с 1938 — Хальденслебен), адм. центр — Нойхальденслебен (Хальденслебен)
  - район Остербург, адм. центр — Остербург
  - район Остервик (упразднён в 1825), адм. центр — Остервик
  - район Ошерслебен, адм. центр — Шванебек (до 1859), Ошерслебен
  - район Вернигероде (образован в 1825), адм. центр — Вернигероде
  - район Хальберштадт (образован в 1825, упразднён в 1932)
  - район Кведлинбург (образован в 1901), адм. центр — Кведлинбург
  - район Бург (образован в 1950), адм. центр — Бург-бай-Магдебург
  - район Гентин (образован в 1950), адм. центр — Гентин

В 1952 году в ГДР все оставшиеся на тот момент районы (равно как округа и земли) в ГДР были упразднены. На их месте были созданы новые укрупнённые округа и новые районы, частично с теми же названиями, что и прежде, однако все границы районов и округов были установлены по-новому.

## Территория и население
В 1820 году население округа Магдебург составляло 493 088 человек. В последующие годы наблюдался рост населения. В 1850 году в округе проживало уже 702 655 человек, а в 1905 году — 1 225 849 жителей.
Территория и население округа Магдебург в 1900 и в 1925 годах, а также по состоянию на 17 мая 1939 года в границах на 1 января 1941 года и количество районов на 1 января 1941 года составляли:
| Год       | Площадь, км² | Население, чел. | Количество районов | Количество районов |
| Год       | Площадь, км² | Население, чел. | сельских           | городских          |
| --------- | ------------ | --------------- | ------------------ | ------------------ |
| 1900      | 11.512,87    | 1.176.372       | 14                 | 2                  |
| 1925      | 11.524,00    | 1.294.514       | 14                 | 6                  |
| 1939/1941 | 11.587,87    | 1.388.245       | 13                 | 6                  |

## После 1952 года

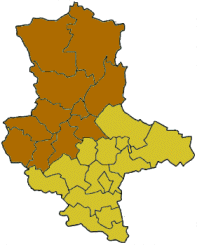
Округ Магдебург на карте земли Саксония-Анхальт после 1990 года

Одним из созданных в 1952 году укрупнённых округов в ГДР стал новый округ Магдебург (нем. Bezirk Magdeburg), имевший совершенно другие границы, чем его предшественник. В 1990 году в ходе объединения Германии восточногерманский округ Магдебург снова переименован в административный округ (нем. Regisrungsbezirk Magdeburg) в воссозданной земле Саксония-Анхальт. В 1994 году территория административного округа Магдебург была расширена за счёт земель, расположенных вокруг города Ашерслебен. В ходе административной реформы с 1 января 2003 года административные округа в земле Саксония-Анхальт были снова ликвидированы.